# ライン (アルバム)
『ライン』は、日本のフォークデュオ・遊吟が2008年11月5日にTsubasa Recordsから発売したメジャー1枚目（通算2枚目）のオリジナルアルバム。

## 内容
前作『Days』から約11か月ぶり、オリジナルアルバムとしては『愛の詩』から2年ぶりの作品。
タイトルは歌い始めてからそれまでに出会ってきた人との「つながり」を意味している。

## 収録曲
| #   | タイトル                | 作詞・作曲 | 編曲               |
| --- | ----------------------- | ---------- | ------------------ |
| 1.  | 「Fate」                | 伸治       | 長澤孝志           |
| 2.  | 「チェックメイト」      | 伸治       | 日向秀和、長澤孝志 |
| 3.  | 「My little」           | 卓         | 長澤孝志           |
| 4.  | 「雨」                  | 卓         | 宗本康兵           |
| 5.  | 「あの日の2人のように」 | 卓         | 宗本康兵           |
| 6.  | 「ドライブ」            | 伸治       | 長澤孝志           |
| 7.  | 「ミルフィーユ」        | 伸治       | 長澤孝志           |
| 8.  | 「SUN FLOWER」          | 卓         | 長澤孝志           |
| 9.  | 「14:10:06」            | 伸治       | 長澤孝志           |
| 10. | 「涙の星」              | 卓         | 宗本康兵           |
| 11. | 「おつきさま」          | 伸治       | 宗本康兵           |

### 解説
1. Fate
メジャー1stシングルの表題曲。
2. チェックメイト
メジャー2ndシングルの表題曲。
3. My little
4. 雨
5. あの日の2人のように
メジャー3rdシングルの表題曲。
6. ドライブ
7. ミルフィーユ
8. SUN FLOWER
9. 14:10:06
10. 涙の星
11. おつきさま

## 参加ミュージシャン
遊吟
- 卓：Vocal & Guitar & Tombourine
- 伸治：Vocal & Guitar

サポートミュージシャン
- 長澤孝志：Guitars (全曲)、Programming (#1,3,6,7,8,9)、Bass (#3,7,8,9,11)、Keyboards (#2)
- 宗本康兵：Piano (#1,5,10)、Programming (#4,5,10,11)
- 種子田健：Bass (#4,5)
- 西山史晃：Bass (#1)
- 日向秀和：Bass (#2)
- 宮本將行：Bass (#6)
- 山田章典：Bass (#10)
- 臼井かつみ：Drums (#3,6,7,10)
- 一ノ瀬ヒサシ：Drums (#8,9)
- kenken：Drums (#1)
- 大喜多崇規：Drums (#2)
- 青山純：Drums (#4)
- 河村"カースケ"智康：Drums (#5)
- 若森さちこ：Percussion & Glockenspiel (#11)
- 弦一徹ストリングス：Strings (#5,10)
- 森田香織：Cello (#5,10)
- 丸山美里：Violin (#11)

## タイアップ
- フジテレビ系列恋愛バラエティ番組『あいのり』主題歌 (#1)
- パラマウント ピクチャーズ ジャパン配給映画『スパイダーウィックの謎』日本語版イメージソング (#2)
- フジテレビ系列スポーツ中継番組『タケダスポーツスペシャル2008 北海道マラソン』エンディングテーマ (#5)
- テレビ東京系列バラエティ番組『スキバラ』2008年9月度エンディングテーマ (#5)